# Bratin
Koordinati:   42°44′54″N, 16°47′52″E
Bratin je majhen nenaseljen otoček v Jadranskem morju, ki pripada Hrvaški.
Otoček leži zahodno od naselja Ubli na otoku Lastovo. Od rta Baški rt, pri naselju Ubli ga ločuje okoli 0,8 km širok in do 65 m globok preliv. Njegova površina meri 0,175 km². Dolžina obalnega pasu je 1,95 km. Najvišji vrh je visok 79 mnm.